# Pariyāpuram
Pariyāpuram är en ort i Indien.   Den ligger i distriktet Malappuram och delstaten Kerala, i den södra delen av landet, 2 000 km söder om huvudstaden New Delhi. Pariyāpuram ligger 15 meter över havet och antalet invånare är 22 766.
Terrängen runt Pariyāpuram är platt. Havet är nära Pariyāpuram åt sydväst. Runt Pariyāpuram är det mycket tätbefolkat, med 1 754 invånare per kvadratkilometer. Närmaste större samhälle är Valavannūr, 13,2 km sydost om Pariyāpuram. I omgivningarna runt Pariyāpuram växer i huvudsak städsegrön lövskog.